# نصر 9000

قنبلة نصر 9000 المصرية

إن قنبلة نصر 9000 هي قنبلة وقود فراغية يستخدمها سلاح الجو المصري، وهي تزن 9 أطنان وبأحجام مختلفة وصنعت في مصر منذ أواخر الثمانينيات بمساعدة العراق في فترة حكم صدام حسين وظهرت مرة في مناورة بدر الكبرى 1996  [بحاجة لمصدر أفضل] ويمكن استخدامها بواسطة طائرات لوكهيد سي-130 هيركوليز.

## طريقة العمل
تحتوي قنبلة الوقود الغازي المصرية على مواد كيماوية شديدة التفاعل والاختلاط بالهواء (وقود) وعند اكتمال عملية الاختلاط تتولد شرارة تؤدي إلى الاشتعال بمساعدة الأوكسجين في الهواء محدثة إنفجارًا رهيبًا مع موجة تضاغطية عنيفة تتحرك بسرعة 2 كم في الثانية، بالإضافة لسحب الأوكسجين بالكامل في منطقة الإنفجار وهذه القنبلة تؤدي إلى مسح وتبخير منطقة كاملة من الأفراد والأشجار والمباني وتسويتها بالأرض بدون أي مبالغة.

## انظر أيضًا

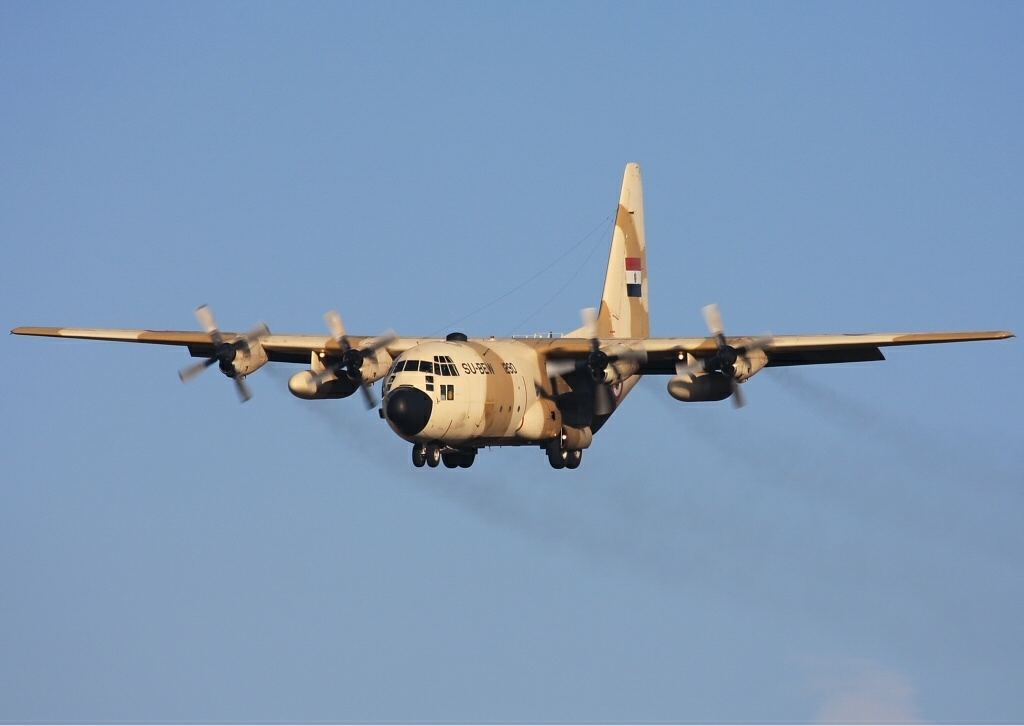
سي-130 هيركوليز تابعة للقوات الجوية المصرية، وهي الطائرة القادرة على حمل قنبلة الوقود الفراغية نصر 9000، ويلاحظ حجمها الكبير الذي قد لا يسمح لها بالتنقل بحرية فهي بالنهاية طائرة نقل عسكري وليست مقاتلة.